# Jan Bogumił Jacobi
Jan Bogumił Jacobi, także Joannes Deogratus, Johan Gottlieb (ur. ok. 1743 w Oliwie pod Gdańskiem, zm. 13 grudnia 1829 w Toruniu), malarz toruński, protoplasta znanej rodziny malarzy działających w Toruniu. Znanych jest trzynastu członków rodu Jacobi trudniących się malarstwem, aczkolwiek większość z nich pozostawała nie artystami, a cechowymi rzemieślnikami – poza samym Janem Bogumiłem, jego synem Karolem Dominikiem oraz wnukiem Teodorem Napoleonem, o których wiadomo, że mieli w dorobku obrazy.

## Życiorys

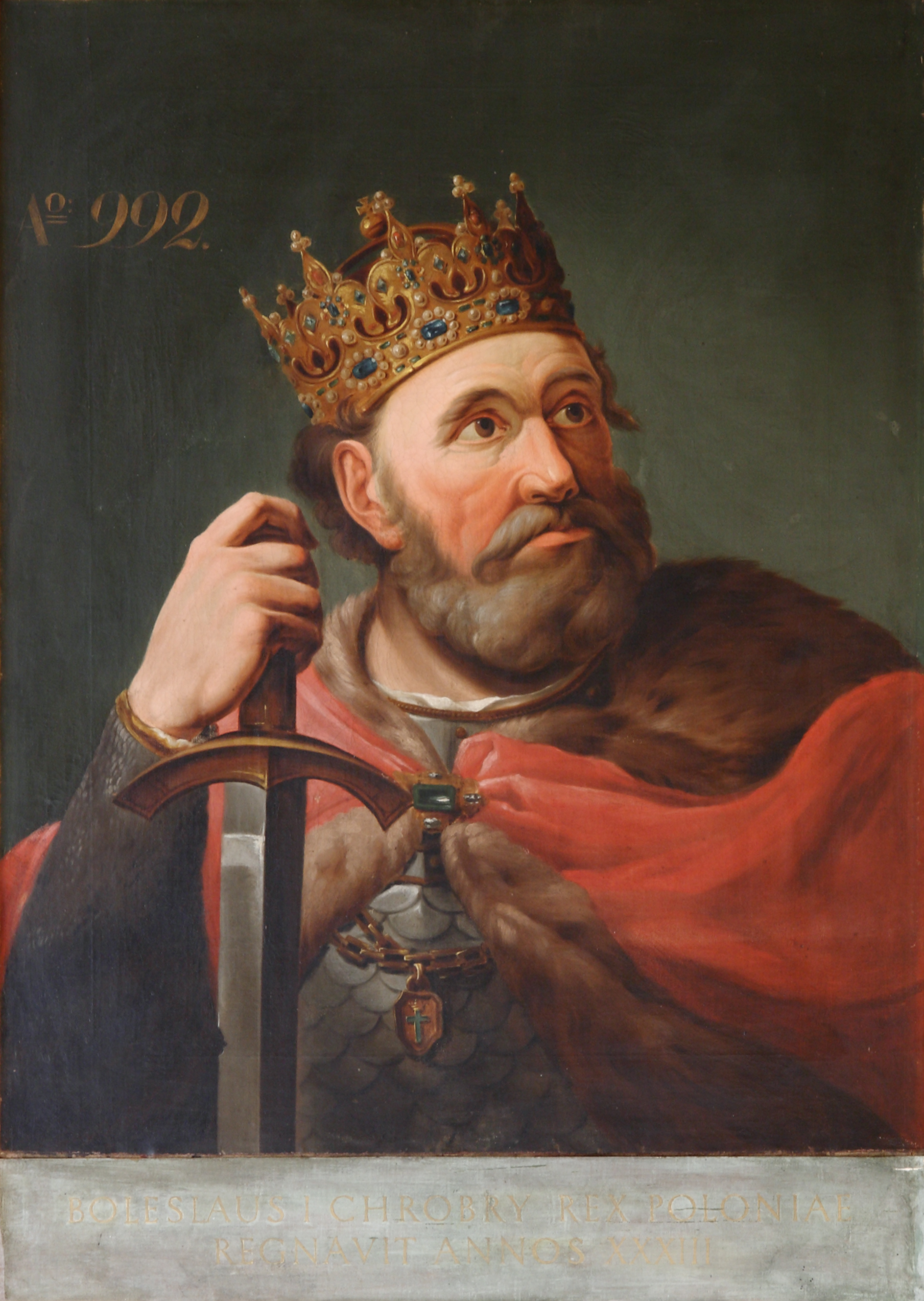
Obraz Jana Bogumiła Jacobiego przedstawiający Bolesława I Chrobrego w koronie

Jan Bogumił Jacobi przybył do Torunia w młodym wieku. W 1759 figurował w aktach toruńskiego cechu jako uczeń malarza Carla Jacoba Hoffersa. Wyzwolenie na czeladnika uzyskał 6 maja 1765 po przedstawieniu rysunku z aktem mężczyzny grającego na flecie, w sierpniu 1777 otrzymał temat pracy mistrzowskiej – olejne obrazy Chrystus płaczący na Górze Oliwnej i alegoryczne Lato. Mistrzem malarskim został 22 października 1778. Prowadził własny warsztat (do kwietnia 1811), w którym kształcił uczniów, w tym własnych synów oraz Karola Wolframa Polsnera, profesora rysunku z Wrocławia, który potrzebował toruńskiego dyplomu czeladniczego, by móc podjąć pracę w Toruniu.

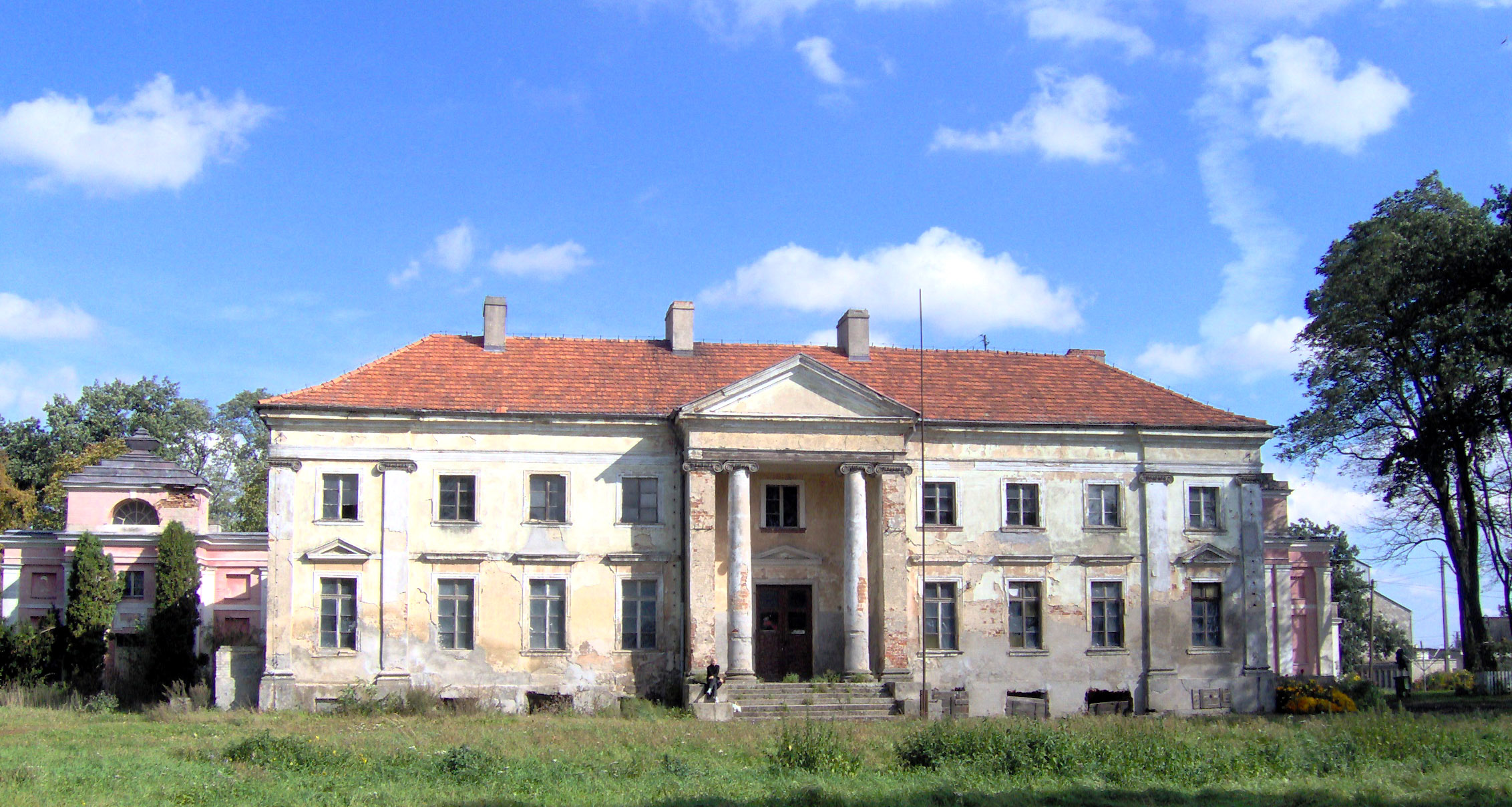
Pałac Kruszyńskich w Nawrze

Z prac rzemieślniczych malarskich, wykonywanych przez Jana Bogumiła Jacobiego, wymienić można prace w kościołach Chełmna (1781) oraz „roboty olejne” w pałacu Kruszyńskich w Nawrze koło Torunia (1804). Dla rodziny Kruszyńskich Jacobi wykonał ponadto pięć portretów na potrzeby epitafium w kościele w Nawrze (1815); były to wizerunki Bernarda, Jana, Waleriana, Antoniego i Ludwiki (z Kochanowskich) Kruszyńskich, z czego portrety Waleriana i Antoniego Kruszyńskich Jacobi skopiował z oryginałów znajdujących się w pałacu w Nawrze, natomiast pozostałe prawdopodobnie były całkowicie jego własnym dziełem. Portrety rodzinne Kruszyńskich mają pozornie charakter sarmacki, jednak dążenie twórcy do idealizacji modeli wskazuje na wpływy neoklasycystyczne.
Znaną pracą Jana Bogumiła Jacobiego, chociaż o charakterze odtwórczym, była seria portretów polskich monarchów piastowskich, którą malarz obdarował Radę Miasta Torunia w 1828. Portrety, przedstawiające Bolesława Chrobrego, Kazimierza Odnowiciela, Bolesława Krzywoustego, Władysława Łokietka oraz Kazimierza Wielkiego, stanowiły uzupełnienie galerii pocztu królów polskich w ratuszu toruńskim. Jacobi jako wzorzec do skopiowania wykorzystał prace Jana Bogumiła Plerscha z pałacu w Lubostroniu niedaleko Bydgoszczy.
W latach 1806–1816 Jacobi zasiadał we władzach miejskich Torunia. Żonaty był z Ewą Michałowską. Zmarł w podeszłym wieku 13 grudnia 1829.

## Rodzina
Synami Jana Bogumiła byli Jerzy Wojciech (Georg Adalbert, Georg Albrecht) oraz Karol Dominik (1779-1842).
Jerzy Wojciech (ur. 19 kwietnia 1777 w Toruniu, zm. 11 czerwca 1843) od lipca 1783 był uczniem w warsztacie ojca, a 1 lipca 1794 przedłożył w cechu pracę czeladniczą, rysunek przedstawiający postać z mitologii antycznej. Praca ta zachowała się w zbiorach Archiwum Państwowego w Toruniu, w odróżnieniu od prac mistrzowskich Jerzego Wojciecha Jacobiego, którymi były obrazy Cypria i Adonim oraz Sulgencjusz. Żonaty z Albertyną Getke (Gertke), Jerzy Wojciech prowadził w Toruniu własny warsztat malarski. Synami jego byli malarze toruńscy Jan Bogumił młodszy (ur. 27 maja 1806 w Toruniu, zm. 12 grudnia 1884), Teodor Napoleon (1807-1867) oraz Juliusz Aleksander (ur. 17 lutego 1813 w Toruniu, data śmierci nieznana).
Pozostałymi członkami rodziny, którzy zajmowali się malarstwem, byli Antoni (ur. 16 lipca 1838, zm. 26 sierpnia 1872 w Ciechocinku, syn Jana Bogumiła młodszego), Feliks Antoni (ur. 2 czerwca 1812 w Toruniu, data śmierci nieznana, syn Karola Dominika), Gustaw (ur. 1835 w Grudziądzu, zm. 31 grudnia 1913, syn Teodora Napoleona) oraz Herman (ur. 9 marca 1876 w Toruniu, data śmierci nieznana, syn Gustawa). Dokładne pokrewieństwo nie jest znane w przypadku kilku innych malarzy Jacobich: Szymona (ucznia Jana Bogumiła starszego w pierwszych latach XIX wieku), Walentego (ur. ok. 1792 w Tupadłach, data śmierci nieznana, ucznia Karola Dominika i Jerzego Wojciecha) i Dionizego (ur. ok. 1825 w Płocku, data śmierci nieznana, ucznia Jana Bogumiła młodszego).
Część z wymienionych wyżej malarzy znana jest z przedstawionych prac czeladniczych (Jan Bogumił młodszy, Szymon, Walenty); własne warsztaty prowadzili Jan Bogumił młodszy i Gustaw. O pozostałych dane są szczątkowe. Herman Jacobi (ur. 1876), praprawnuk Jana Bogumiła starszego, był ostatnim znanym przedstawicielem rodziny w zawodzie; w październiku 1910 wyemigrował do Ameryki.